# Kailash Kher
Kailash Kher (nacido el 6 de junio de 1976) es un cantante indio de música sufí. Nació en la localidad de Meerut (Uttar Pradesh) en el seno de una familia Pundit de Cachemira, pasó la mayor parte de su infancia en Nueva Delhi. Creció escuchando a su padre cuando interpretaba un estilo de música popular y comenzó a estudiar música clásica a la edad de 12 años. El se inspiró en gran medida por el legendario Nusrat Fateh Ali Khan, un cantante sufí de Pakistán.

## Carrera
Después de algunos problemas en el negocio, logró solucionar este tema. Una vez instalado en Bombay, tomó parte en la industria de Bollywood. Rabba Ishq Na Hove título de una película de Andaaz (es), fue ampliamente aclamado.
En el 2002, otra película titulada Waise Bhi Hota Hai Parte II (es), lo hizo famoso. La banda incluye a los hermanos Kailasa Naresh y Paresh, ambos músicos de Bombay.
Interpretó varias canciones para una banda sonora de la película de Mangal Pandey: The Rising, en el que hizo un acto de presencia. También participó para la película de empresa (in) con el título O Sikander.
Pra otra banda sonora de Deewana Teri del álbum Kailasa para la película, Salaam-e-Ishq (es) se convirtieron en éxitos instantáneos.
En 2007, realizó una gira denominada "The Incredibles" con Asha Bhosle, Sonu Nigam y Kunal Ganjawala (es).
En la actualidad es juez en un Reality show transmitida por la cadena Sony TV (es).

## Discografía

### Bandes originales
- Kammukunna Chikatlona, Arundhati (Telugu)2009
- Hale patre hale kabbuna, Junglee (Kannada)2009
- Chandni Chowk to China (Hindi)2009
- Kurukshetra (Malayalam) (2008)
- Abhiyum Naanum (Tamil) (2008)
- Preethi yake bhoomi medilidhe (Kannada)(2007)
- Parugu (Telugu) (2008)
- Dhaam Dhoom (Tamil) (2008)
- Kathanayakudu (2008)(Telugu)
- Kuselan (Tamil) (2008)
- Bheema (Tamil) (2008)
- Ososi Raakasi (2007)(Telugu)
- Salaam-e-Ishq (2007)
- Bal Ganesh (2007)
- Aaja Nachle (2007)
- Dhaan (2007)
- Humne Jeena Seekh Liya (2007)
- Manorama Six Feet Under (2007)
- Delhi Heights (2007)
- 1971 (2007)
- Traffic Signal (2007)
- Chirutha (2007)(Telugu)
- Munna (2007)
- Bombay Times (2006)
- Baabul (2006)
- With Luv... Tumhaara (2006)
- Krishna (film) (2006)
- Khosla Ka Ghosla (2006)
- Veyyil (Tamil) (2006)
- Naksha (2006)
- Aap Ki Khatir (2006)
- Alag (2006)
- Fanaa (2006)
- Keerthi Chakra (Malayalam) (2006)
- Zinda (2006)
- Majaa (2005)
- Anjaan (2005)
- Dosti (2005)
- Ek Ajnabee (2005)
- Kyon Ki (2005)
- Hanuman (2005)
- Chocolate (2005)
- Barsaat (2005)
- The Rising (2005)
- Sarkar (2005)
- Silsiilay (2005)
- Kaal (2005)
- Waqt: The Race Against Time (2005)
- Tango Charlie (2005)
- Classic (2005)
- Kisna (2005)
- Vaada (2005)
- Ab Tumhare Hawale Watan Saathiyo (2004)
- Swades (2004)
- Deewaar (2004)
- Dev (2004)
- Khakee (2004)
- Kilichundan Mambazham (Malayalam)(2003)
- Andaaz (2003)

### Actuacíones
- Corporate (2006)... Apparition dans le morceau "O Sikander"
- Mangal Pandey - The Rising (2005)... Chanteur soufiste

### Letras
- Chandni Chowk To China (2009) (Released)
- Dasvidaniya (2008)
- Traffic Signal (2007)
- Kaal (2005)

### Bandas originales (director)
- Chandni Chowk To China (2009)
- Dasvidaniya (2008)
- Sacred Evil - A True Story (2006)

### Vidéoclips
- Ya Rabba
- Jhoomo Re (2006) - avec "Saiyyan" reconnu par la critique comme son meilleur titre
- Kailasa